# Renium-187
Renium-187 of 187Re is een langlevende radioactieve isotoop van renium, een overgangsmetaal. De abundantie op Aarde bedraagt 62,6%. Daarnaast komt op Aarde nog de stabiele isotoop renium-185 voor.
Renium-187 kan ontstaan door radioactief verval van wolfraam-187.
{\displaystyle {\ce {{^{187}_{74}W}->{^{187}_{75}Re}+{e^{-}}+{\bar {\nu }}_{e}}}}

## Radioactief verval
Renium-187 heeft een halveringstijd van ongeveer 4 × 1010 jaar. Het vervalt voor vrijwel 100% via β−-verval naar de stabiele isotoop osmium-187:
{\displaystyle {\ce {{^{187}_{75}Re}->{^{187}_{76}Os}+{e^{-}}+{\bar {\nu }}_{e}}}}
De vervalenergie hiervan bedraagt 2,469 keV. 
Een zeer klein gedeelte (0,0001%) vervalt onder uitzending van alfastraling tot de radioactieve isotoop tantaal-183:
{\displaystyle {\ce {{^{187}_{75}Re}->{^{183}_{73}Ta}+\,_{2}^{4}\alpha }}}
De vervalenergie hiervan bedraagt 1,66 MeV.

## Toepassingen
Renium-187 is een primordiaal radionuclide. Vanwege de lange halveringstijd (ongeveer 41 miljard jaar) wordt het gebruikt in de renium-osmiumdatering om bepaalde ertsen of gesteenten te dateren. Zowel renium (de moedernuclide) als osmium (de dochternuclide) zijn siderofiel, hetgeen impliceert dat zij gemakkelijk associëren met ijzer en ijzerhoudende mineralen. Daarnaast is renium chalcofiel, waardoor het veel in sulfiderijke ertsen wordt aangetroffen.
159Re · 160Re · 161Re · 161mRe · 162Re · 162mRe · 163Re · 163mRe · 164Re · 164mRe · 165Re · 165mRe · 166Re · 167Re · 167mRe · 168Re · 168mRe · 169Re · 169mRe · 170Re · 171Re · 172Re · 172mRe · 173Re · 174Re · 175Re · 176Re · 177Re · 177mRe · 178Re · 179Re · 179m1Re · 179m2Re · 180Re · 181Re · 182Re · 182m1Re · 182m2Re · 182m3Re · 183Re · 183mRe · 184Re · 184mRe · 185Re · 185mRe · 186Re · 186mRe · 187Re · 188Re · 188mRe · 189Re · 190Re · 190mRe · 191Re · 192Re · 193Re · 194Re · 195Re · 196Re · 197Re · 198Re · 199Re